# 恋愛のすゝめ
『恋愛のすゝめ』（れんあいのすすめ）は、2023年11月22日（21日深夜）から2024年1月17日（16日深夜）までTBSテレビの深夜ドラマ枠「ドラマストリーム」にて放送されたテレビドラマ。主演は連続ドラマ単独初主演となる綱啓永。

## キャスト

### 主要人物
鳳啓介（おおとり けいすけ）
演 - 綱啓永
主人公。男子名門進学校「開明学院」の生徒会長でクイズ研究部の会長。

### クイズ研究部
龍崎賢司（りゅうざき せんじ）
演 - 本田響矢
副部長。鳳の右腕であり親友。校長の息子。
虎松草太（とらまつ そうた）
演 - 一ノ瀬ワタル
部員。鳳や龍崎の同級生。大柄で強面だが、実は気弱で泣き虫。
獅子丸公平（ししまる こうへい）
演 - 若林時英
部員。鳳や龍崎の同級生。ムードメーカー。
亀岡忍（かめおか しのぶ）
演 - ひょっこりはん
部員。鳳や龍崎の同級生。寡黙な男だが、実は恋愛に興味津々。データ分析が得意。

### 周辺人物
高田華子（たかだ はなこ）
演 - 矢吹奈子
私立成和高校に通う女子高生。鳳が一目惚れをした相手。
大山秀弥（おおやま ひでや）
演 - 橋本じゅん
天才教授。ノーベル賞を歴代最多の4度受賞者。鳳が尊敬してやまない心の師。
権林正行（ごんばやし まさゆき）
演 - 大朏岳優
開明学院の風紀委員長。
鯨井孝弘（くじらい たかひろ）
演 - 植村颯太
成和高校の生徒。華子の幼馴染にして婚約者。
龍崎豪哲（りゅうざき ごうてつ）
演 - 竹中直人
開明学院校長。賢司の父。

## スタッフ
- 脚本 - 中屋敷法仁、宮本武史[1]
- 演出 - 伊東祥宏、松田礼人、府川亮介[1]
- オープニングテーマ - chelmico「Question」（cupcake ATM）[3]
- エンディングテーマ - Cody・Lee (李)「涙を隠して（Boys Don't Cry）」（Ki/oon Music）[3]
- 選曲 - 遠藤浩二
- 振付 - akane
- OPダンス - アバンギャルディ
- イラスト - ひげラク図絵社
- クイズ監修 - 東京大学クイズ研究会(TQC)
- 技術協力 - フォーチュン、サウンドライズ
- 照明協力 - Kカンパニー
- 美術協力 - BEENS
- 企画・プロデューサー - 伊東祥宏[1]
- プロデューサー - 岩崎愛奈、松田礼人[1]
- 配信プロデューサー - 今井夏木、齊藤彩奈、杉山香織[1]
- 制作プロダクション - TBSスパークル [1]
- 製作 - 『恋愛のすゝめ』製作委員会[1]

## 放送日程
| 話数  | 放送日         | サブタイトル                         | 脚本       | 演出     |
| ----- | -------------- | ------------------------------------ | ---------- | -------- |
| 第1問 | 2023年11月22日 | 天才は恋愛という超難問を解けるか     | 中屋敷法仁 | 伊東祥宏 |
| 第2問 | 11月29日       | 学問でデートを攻略!バレたら退学!!    |            | 伊東祥宏 |
| 第3問 | 12月06日       | 地獄の勉強合宿!そして恋敵現る!!      |            | 伊東祥宏 |
| 第4問 | 12月13日       | 鳳、振られる⁉恋愛の灯は消えたか…     |            | 伊東祥宏 |
| 第5問 | 12月20日       | 恋敵との柔道対決!そしてキス!?        |            | 伊東祥宏 |
| 第6問 | 12月27日       | 学校は大混乱!恋愛解放運動始まる!     |            | 伊東祥宏 |
| 第7問 | 2024年01月10日 | 華子は何を告げるのか?運命の生徒総会! |            | 伊東祥宏 |
| 第8問 | 1月17日        | 革命の時!鳳、魂の叫び!!              |            | 伊東祥宏 |

- 第2話は前日放送の火曜ドラマ『マイ・セカンド・アオハル』拡大放送（22:00 - 23:12）のため、15分繰り下げられ、1時13分 - 1時43分に放送された。

## ネット配信
| 配信開始月 | 配信サイト | 配信料金     | 備考                        |
| ---------- | ---------- | ------------ | --------------------------- |
| 2023年11月 | TVer       | 広告付き無料 | 見逃し配信                  |
| 2023年11月 | TBS FREE   | 広告付き無料 | 見逃し配信                  |
| 2023年11月 | Netflix    | 定額制有料   | 11月14日より1週間先行配信。 |